# Pelomys campanae
Pelomys campanae är en däggdjursart som först beskrevs av Joseph Huet 1888.  Pelomys campanae ingår i släktet Pelomys och familjen råttdjur. IUCN kategoriserar arten globalt som livskraftig. Inga underarter finns listade.
Detta råttdjur förekommer med tre från varandra skilda populationer i västra Kongo-Kinshasa och västra Angola. Habitatet utgörs av savanner, ibland nära skogar. Arten uppsöker även trädgårdar och jordbruksmark.
Arten blir 11,8 till 17 cm lång (utan svans) och svanslängden är 12,5 till 15,8 cm. Viktuppgifter saknas. Djuret har 2,7 till 3,5 cm långa bakfötter och cirka 1,8 cm stora öron. På ovansidan förekommer spräcklig päls i brun, olivbrun och gul. Påfallande är en längsgående svart strimma på ryggens topp. Undersidan är täckt av gulvit päls. Kring nosen, ögonen och öronen förekommer mer rödbruna hår. Pelomys campanae har fem fingrar respektive tår men tummen finns bara rudimentärt och lillfingret, stortån samt den femte tån är betydlig kortare jämförd med de mellersta fingrarna/tårna. Svansens undersida är oftast ljusare än ovansidan. De styva håren på svansen är kortare på ovansidan. Gnagaren har rännor i de övre framtänderna.
Levnadssättet antas vara lika som hos Pelomys fallax.